# Ržanica
Ržanica (em cirílico: Ржаница) é uma vila da Sérvia localizada no município de Aleksandrovac, pertencente ao distrito de Rasina, na região de Župa. A sua população era de 270 habitantes segundo o censo de 2011.

## Demografia
| 1948 | 1953 | 1961 | 1971 | 1981 | 1991 | 2002 | 2011 |
| ---- | ---- | ---- | ---- | ---- | ---- | ---- | ---- |
| 552  | 570  | 538  | 489  | 458  | 388  | 317  | 270  |